# Nicolas Frey
Nicolas Sébastien Frey (* 6. März 1984 in Thonon-les-Bains) ist ein ehemaliger französischer Fußballspieler. Er spielte auf der Position des Innenverteidigers und war langjähriger Spieler des italienischen Vereins Chievo Verona.

## Karriere
Nicolas Frey begann seine Karriere bei AS Cannes, kam dort aber zu keinem einzigen Profieinsatz. 2004 wechselte er schließlich zum italienischen Viertligisten AC Legnano und im Jahr darauf zum FC Modena in die zweitklassige Serie B. Seit Juli 2008 spielte er bei Chievo Verona in der  Serie A. Mit Chievo Verona kämpfte Frey meistens um den Klassenerhalt, die erfolgreichste Saison war 2015/16, als mit dem neunten Platz ein einstelliger Rang erreicht wurde. In der darauf folgenden Saison wurde er seltener eingesetzt als zuvor und war in der Hinrunde der Saison 2017/18 nicht spielberechtigt. Er gab an, von Chievo aus dem Kader gestrichen worden zu sein, was der Verein später dementierte. Im Januar 2018 wurde er für den Rest der Saison an den Zweitligisten FC Venedig verliehen.
In der Saison 2018/19, in der Chievo Verona als Tabellenletzter abstieg, kam Frey auf nur fünf Einsätze für den Verein. Nach einer kurzen Zeit der Vereinslosigkeit unterschrieb Frey noch einen Jahresvertrag, ehe er im Sommer 2020 seine Karriere beendete.

## Familie
Sein Bruder, Sébastien Frey, war Torwart und stand dabei lange Zeit ebenfalls in Italien unter Vertrag. Er spielte unter anderem für Inter Mailand, die AC Parma, die AC Florenz und den CFC Genua. Auch sein Vater, Raymond Frey, der ebenfalls Torwart war, sowie sein Großvater André Frey, der Verteidiger war, waren Fußballspieler.